# Héros (1701)
Pour les articles homonymes, voir Héros (homonymie).
Le Héros était un petit bâtiment de 46 canons de la marine royale française. Il fut construit et armé à Lorient par Blaise Coulomb, entre 1700 et 1702. Il servit pendant la guerre de Succession d’Espagne et dans la longue période de paix qui suivit pour assurer de nombreuses liaisons avec la Nouvelle-France. Il fut retiré du service en 1740.

## Les caractéristiques générales du vaisseau
Le Héros était un petit vaisseau de guerre à deux ponts. Les sources, contradictoires, nous indiquent une construction qui semble avoir été relativement lente puisqu’il fut mis sur cale en 1700 (ou 1699), lancé en 1701 et armé seulement en 1702. Il faisait partie, à ce moment-là, des quatre-vingt-dix vaisseaux de ligne que pouvaient globalement aligner la flotte de Louis XIV. Il était classé comme vaisseau de 3e rang. En 1709 cependant, il fut reclassé en vaisseau de 4e rang, place qu’il conserva jusqu’à la fin de sa carrière. Son armement de 46 canons se répartissait de la façon suivante : 
- le premier pont, percé à 10 (ou 11[9]) sabords de chaque côté portait vingt pièces de 12 [10].
- le second, percé à 10 (ou 11[4]) sabords portait vingt pièces de 8 livres ;
- les gaillards portaient six canons de 4[10].

Cet armement connut diverses évolutions. En 1709, la puissance de la batterie basse fut modifiée en mixant des canons de 18 livres (quatre pièces) avec ceux de 12 livres mais en plus petit nombre (dix pièces, soit 6 sabords inoccupés). Quant à la batterie haute, elle fut portée à vingt-deux pièces de 8 livres, ce qui suppose le percement d’un nouveau sabord de chaque côté (ou l’utilisation d’un sabord laissé vidé en 1702). Les gaillards, peut-être pour alléger le bâtiment dans les hauts furent équipés de six pièces d’un calibre moindre (2 livres). En 1716, la batterie basse avait été entièrement équipée de canons de 18 livres en retrouvant le nombre de 1702 (vingt pièces), la batterie haute était repassée à vingt pièces de 8 livres et les gaillards avaient récupéré leurs pièces de 6. En 1729 on retrouvait le Héros armé avec vingt-deux pièces de 8 livres sur la batterie haute et huit pièces de 4 sur les gaillards (soit cinquante canons au total en comptant le vingt pièces de 18 de la batterie basse). En 1736, les gaillards étaient repassés à quatre pièces de 4. En 1739, le vaisseau portait vingt-deux pièces de 18 sur sa batterie basse (ce qui suppose le percement de deux nouveaux sabords où l’utilisation de sabords laissés libres depuis 1702), vingt-deux pièces de 12 sur sa batterie haute et quatre pièces de 4 livres sur ses gaillards (soit un total de quarante-huit canons).
Cet armement a peut-être varié pour tenir compte (ou tenter de corriger) les qualités nautiques du navire qui semblent avoir été sujettes à beaucoup de discussions. En 1706, il était dit que le Héros « porte bien la voile », en 1707 qu’il est un « mauvais voilier », en 1708 qu’il « porte bien la voile » (idem en 1709, en 1710 et en 1712), en 1716 qu’il est un « médiocre voilier » (idem en 1717), en 1719 qu’il « est bon en toutes manières », en 1729 qu’il est un « médiocre voilier », en 1734 qu’il « navigue assez bien ». Il pouvait filer à 8, voire 9 nœuds, ce qui était une vitesse assez élevée. Le Héros faisait partie des quelques vaisseaux de guerre français construits à Lorient, qui était un port et un chantier civil (normalement réservé à la Compagnie des Indes). Après son lancement, il fut affecté au port militaire de Rochefort.

## Historique: les liaisons avec la Nouvelle-France

### Missions en temps de guerre (1702 - 1713)

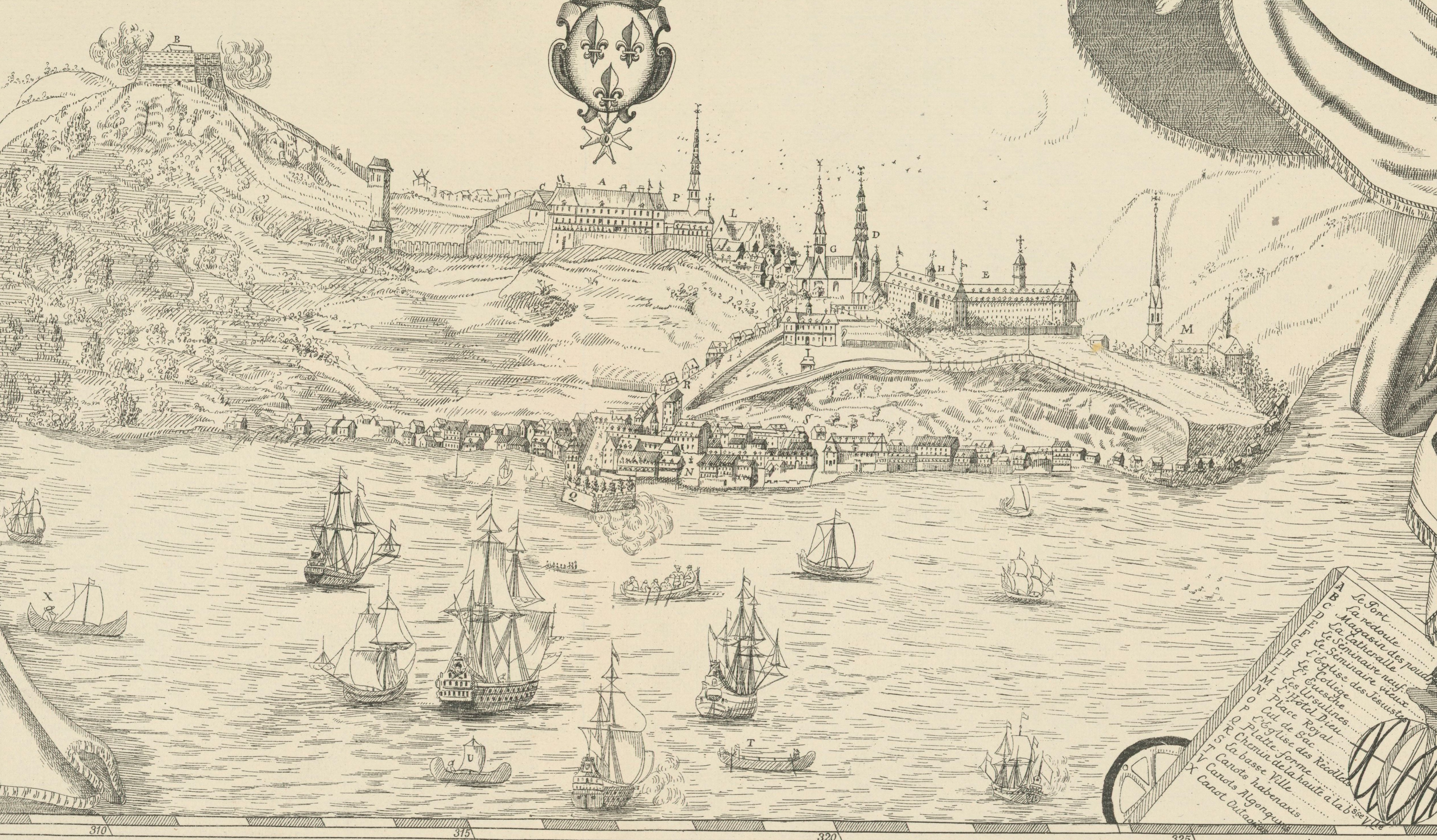
Québec vers 1699. Le Héros participa à plus de dix missions entre la France, le Canada, Terre-Neuve et l’Île Royale de 1705 à 1737.

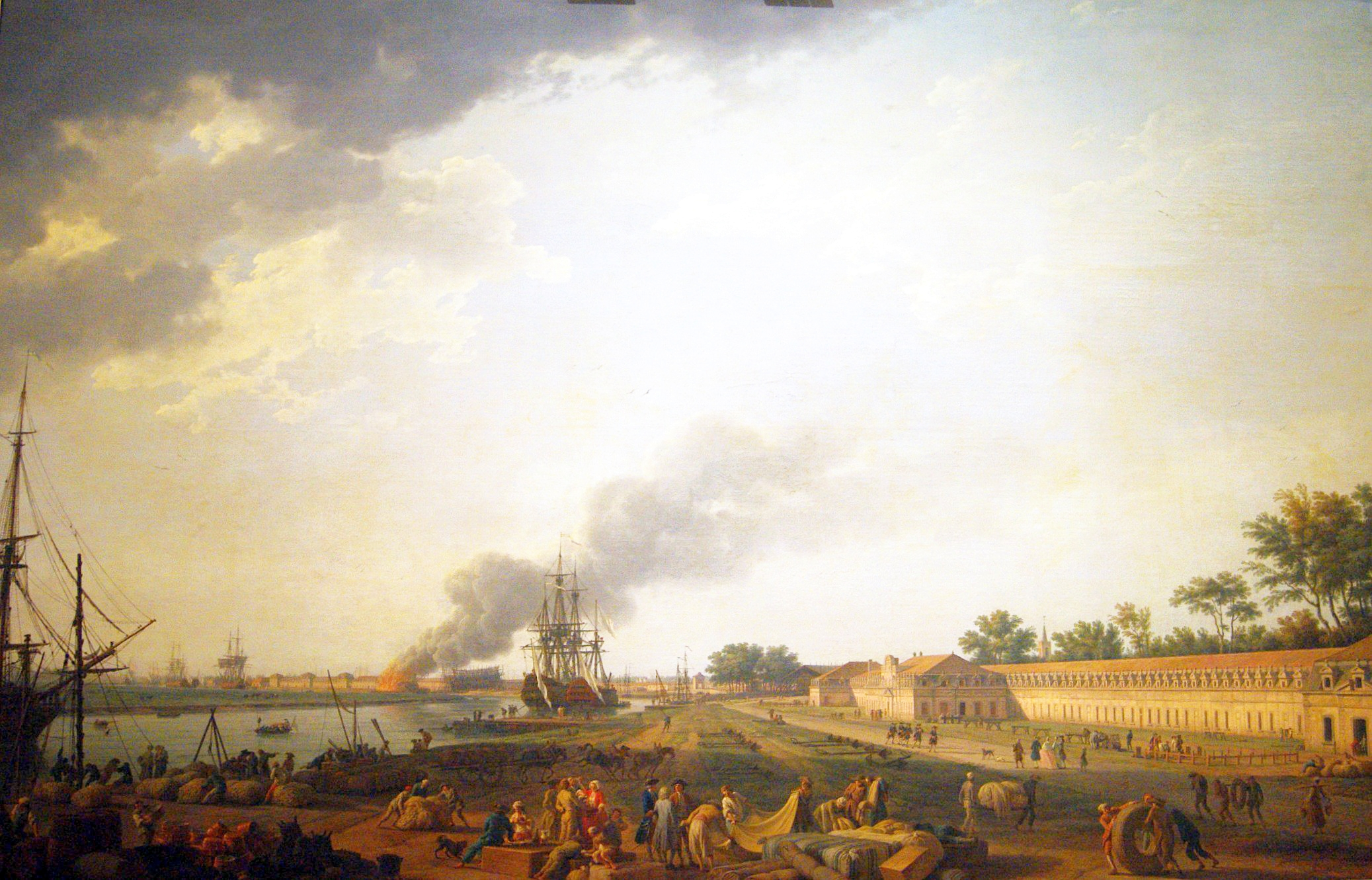
Le port de Rochefort, sur la Charente, où était affecté le Héros.

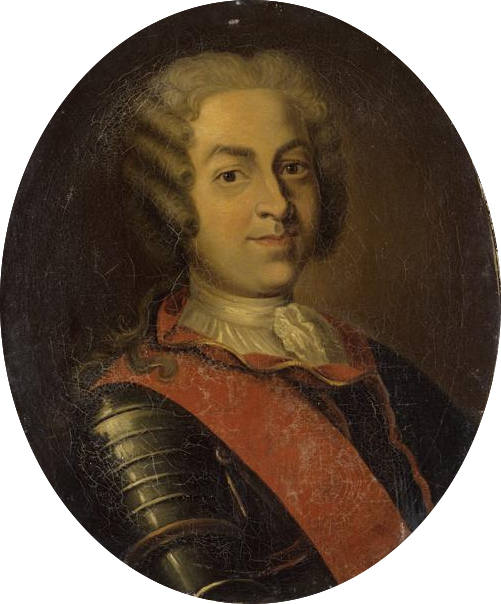
La Galissonière, embarqué sur le Héros en 1711 lors de sa première mission au Canada, prend le commandement du vaisseau en 1737.

En 1702, la guerre reprit avec l’Angleterre et la Hollande. Acharnée, elle dura jusqu’en 1712-1713. On ne trouve pas présence du Héros dans les grands engagements du conflit ou dans la guerre de course, peut-être à cause de ses qualités nautiques incertaines. Le bâtiment, cependant, ne fut pas inactif, et reçut régulièrement pour mission de faire la liaison avec le Canada.
En 1705, à des dates inconnues, le Héros fit son premier aller-retour Rochefort–Québec. De même en 1706. Les renseignements sont plus abondants pour la mission qui fut conduite en 1711. Cette année là, une importante escadre anglaise fut lancée dans le Saint-Laurent pour attaquer Québec et en chasser les colons français. Louis XIV, dont les finances étaient exsangues et qui subissait une importante pression militaire sur ses frontières de l’Est, ne put envoyer comme secours pour le Canada qu’un seul vaisseau.
Le Héros était placé sous les ordres de Claude de Beauharnais. Il traversa l’Atlantique porteur d’argent, de soldats et de munitions. Compte-tenu de la disproportion des forces, la mission était périlleuse, mais elle réussit car entre-temps, plusieurs navires anglais avaient fait naufrage à cause d’une tempête et les autres avaient rebroussé chemin (23 août). Le Héros arriva à Québec le 7 octobre. Il embarquait aussi le jeune comte de La Galissonière (18 ans), futur gouverneur du Canada (en 1747) qui effectuait là sa première mission à la mer.
En 1712, le Héros fit une nouvelle fois l’aller-retour Rochefort-Québec. Il était toujours commandé par Claude de Beauharnais, mais le navire était armé, selon un marché passé avec le roi, par des armateurs privés. En 1714, le Héros se rendit à Terre-Neuve. Au terme du traité de paix signé l’année précédente, la France cédait l’île à l’Angleterre. Il fallut évacuer de Plaisance vers l’Île Royale le gouverneur Philippe de Pastour de Costebelle et son personnel, ce dont se chargea en septembre le Héros avec deux ou trois autres navires sous les ordres du chevalier de Saujon.

### Missions en temps de paix (1714 - 1737)
En 1717, le Héros, qui arrivait à sa quinzième année de service, fut « refait à neuf » par le maître Hubac. En 1723, il était signalé en radoub. En 1730, il reprit la route du Canada. Il était sous les ordres du marquis de l'Estenduère. Le 2 août, il mouillait à Québec. Le Héros, qui était l’un des plus gros navires à fréquenter les eaux canadiennes servait de transport à de nombreuses personnalités. Il convoya aussi un groupe de 15 forçats : des faux-sauniers, c'est-à-dire des contrebandiers sur le sel (pour ne pas payer la gabelle) et qui avaient vu leur peine de galères commuée en l’exil au Canada où ils devaient se mettre au service de l’économie locale à moins de s’engager dans les troupes de marine. Le Héros participa aussi au sauvetage des « marchandises, bois, chanvres et autres effets » de la flûte royale l’Éléphant qui avait fait naufrage dans le Saint-Laurent l’année précédente, se distingua en fournissant des hommes pour le gréement d’un autre navire et en ramena un autre parti à la dérive au large de la pointe-Lévy. Il était de retour à Rochefort au mois de décembre.
En 1731, le Héros passa sous le commandement du comte Desgouttes et repartit au Canada. Il y effectua la même mission que l’année précédente, mais avec un plus gros contingent de faux-sauniers et autres contrebandiers : 64 personnes au total (auquel s’ajoutait un « fils de famille dérangé que l’on veut corriger »), embarquées semble-t-il à La Rochelle en avril ou en mai. En 1732, le Héros reçut pour capitaine le marquis de Caylus . Il fit, cette année là, la liaison avec Louisbourg où il accosta le 2 septembre. Outre les « paquets » (dépêches) il convoyait 93 soldats destinés à la garnison de la forteresse. Il récupéra aussi le courrier d’un bâtiment naufragé.
En 1735 le Héros passa sous le commandement d’Isaac-Louis de Forant. Il arriva à Québec vers le 1er septembre avec, outre l’équipage, beaucoup de passagers, de soldats et un nouveau groupe de faux-sauniers. Cette surcharge humaine posa de lourds problèmes sanitaires car à l’arrivée il fallut hospitaliser à l’Hôtel-Dieu 48 membres d’équipage, 56 soldats et 25 faux-sauniers. En décembre, le Héros était de retour à Rochefort. Le vaisseau arrivait à sa 33ème année de service. Les registres, tenus au 1er janvier 1736, nous apprennent qu’il avait besoin d’être radoubé sans qu’il soit possible de savoir si cette opération fut effectuée car le Héros reprit cette année là le chemin du Canada. Il était maintenant placé sous les ordres de Monsieur de Saint-Clair. Comme lors de la campagne précédente, il était surchargé de monde et il fallut hospitaliser à l’arrivée 2 membres d’équipage, 33 soldats et 21 des 42 faux-sauniers. Une lettre de l’intendant Hocquart permet de savoir qu’il fallut faire quelques travaux d’entretien sur le vaisseau en achetant sur place du goudron et des planches d’épinette.
Rentré sur Rochefort en décembre, le Héros passa sous les ordres de celui qui l’avait emprunté en 1711 comme jeune militaire en mission de guerre : le comte de La Galissonière. Le vaisseau, sans que l’on connaisse le détail exact de son chargement, accosta à Québec le 16 juillet 1737 pour effectuer une mission de transport. Ce fut sa dernière campagne. En 1739, le Héros était sur cale dans une forme de carénage. Il fut rayé des effectifs en 1740, trente-huit ans après son entrée en service.
Le Héros fait partie des trois-cent-quatre-vingt-un vaisseaux et frégates construits pendant le règne personnel de Louis XIV (1661 – 1715). Son nom fut relevé en 1752 par un vaisseau de 74 canons construit à Brest.

### Sources et bibliographie
- (en) W.J. Eccles, France in America, New York, Harper & Row, Publishers, 1972 (présentation en ligne)
- Michel Vergé-Franceschi, La Marine française au XVIIIe siècle : guerres, administration, exploration, Paris, SEDES, coll. « Regards sur l'histoire », 1996, 451 p. (ISBN 2-7181-9503-7)
- Michel Vergé-Franceschi (dir.), Dictionnaire d'histoire maritime, Paris, éditions Robert Laffont, coll. « Bouquins », 2002, 1508 p. (ISBN 2-221-08751-8 et 2-221-09744-0, BNF 38825325).
- Étienne Taillemite, Dictionnaire des marins français, Paris, Tallandier, coll. « Dictionnaires », octobre 2002, 537 p. [détail de l’édition] (ISBN 978-2847340082)
- Jean Meyer et Martine Acerra, Histoire de la marine française : des origines à nos jours, Rennes, Ouest-France, 1994, 427 p. [détail de l’édition] (ISBN 2-7373-1129-2, BNF 35734655)
- Martine Acerra et André Zysberg, L'essor des marines de guerre européennes : vers 1680-1790, Paris, SEDES, coll. « Regards sur l'histoire » (no 119), 1997, 298 p. [détail de l’édition] (ISBN 2-7181-9515-0, BNF 36697883)
- Rémi Monaque, Une histoire de la marine de guerre française, Paris, éditions Perrin, 2016, 526 p. (ISBN 978-2-262-03715-4).
- Onésime Troude, Batailles navales de la France, t. 1, Paris, Challamel aîné, 1867-1868, 453 p. (lire en ligne)
- Charles La Roncière, Histoire de la Marine française : Le crépuscule du Grand règne, l’apogée de la Guerre de Course, t. 6, Paris, Plon, 1932, 674 p. (lire en ligne).
- Alain Demerliac, La Marine de Louis XIV : nomenclature des vaisseaux du Roi-soleil de 1661 à 1715, Nice, Omega, 1992, 292 p. (ISBN 2-906381-15-2)
- Jean-Michel Roche (dir.), Dictionnaire des bâtiments de la flotte de guerre française de Colbert à nos jours, t. 1, de 1671 à 1870, éditions LTP, 2005, 530 p. (lire en ligne)